# Saint-Léger-de-Montbrillais
Saint-Léger-de-Montbrillais település Franciaországban, Vienne megyében. Lakosainak száma 347 fő (2022. január 1.). Saint-Léger-de-Montbrillais Épieds, Berrie, Morton, Pouançay és Les Trois-Moutiers községekkel határos.

## Népesség
A település népessége az elmúlt években az alábbi módon változott:
| Lakosok száma | 371  | 369  | 364  | 349  | 339  | 338  | 340  | 340  | 347  |
|               | 2013 | 2015 | 2016 | 2017 | 2018 | 2019 | 2020 | 2021 | 2022 |